# Propebela bergensis
Propebela bergensis é uma espécie de gastrópode do gênero Propebela, pertencente a família Mangeliidae.